# フォード・ニュークレオン

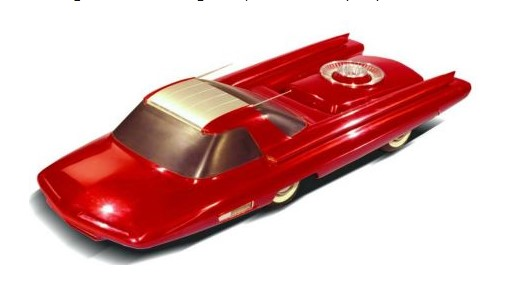
フォード・ニュークレオン

フォード・ニュークレオン (Ford Nucleon) とは、フォード・モーター社が1958年に発表した原子力自動車のコンセプトカーである。ニュークレオンは内燃機関ではなく、車体の後方に設置された小型原子炉から動力を得るように設計されていた。ニュークレオンの特徴は車体後部にある一対のブームの間に吊り下げられたパワーカプセルである。このカプセルには動力となる放射性物質のコアが内蔵されており、要求される性能や走行距離によって、自由に交換できるように設計されていた。
ニュークレオンの乗用部は、区切りのない一枚フロントガラスと、一体整形のリアウィンドウと、カンチレバールーフによる天井を特徴としていた。天井の先端と支柱基部には空気取り入れ口が設けられていた。極端に後部が張り出した車体は、運転手と乗客を後部の原子炉から保護するためである。いくつかのスケッチでは、ニュークレオンにはリアフェンダーから生えた尾翼が描かれていた。
駆動機関は原子炉によるパワーモジュールと一体を成しており、電気式トルクコンバータが当時使われていた駆動機関の代用を果たす筈であった。搭載するコアの大きさによっては、ニュークレオンは8000 km以上の距離を再補給なしに走破できるとされていた。燃料補給の代わりに、寿命を終えたコアは交換ステーションへ運ばれる。ニュークレオンの設計者達は、交換ステーションがガソリンスタンドに取って代わると予想していた。ニュークレオンは実際には生産されず、また実物が組み立てられることもなかったが、1950年代のアトミック・エイジのシンボルとして今なお健在である。
ニュークレオンの模型は、ミシガン州ディアボーンのヘンリー・フォード博物館で見る事ができる。